# 9365 Chinesewilson
9365 Chinesewilson (1992 RU3) là một tiểu hành tinh vành đai chính được phát hiện ngày 2 tháng 9 năm 1992 bởi E. W. Elst ở Đài thiên văn Nam Âu.